# Musi (Indien)

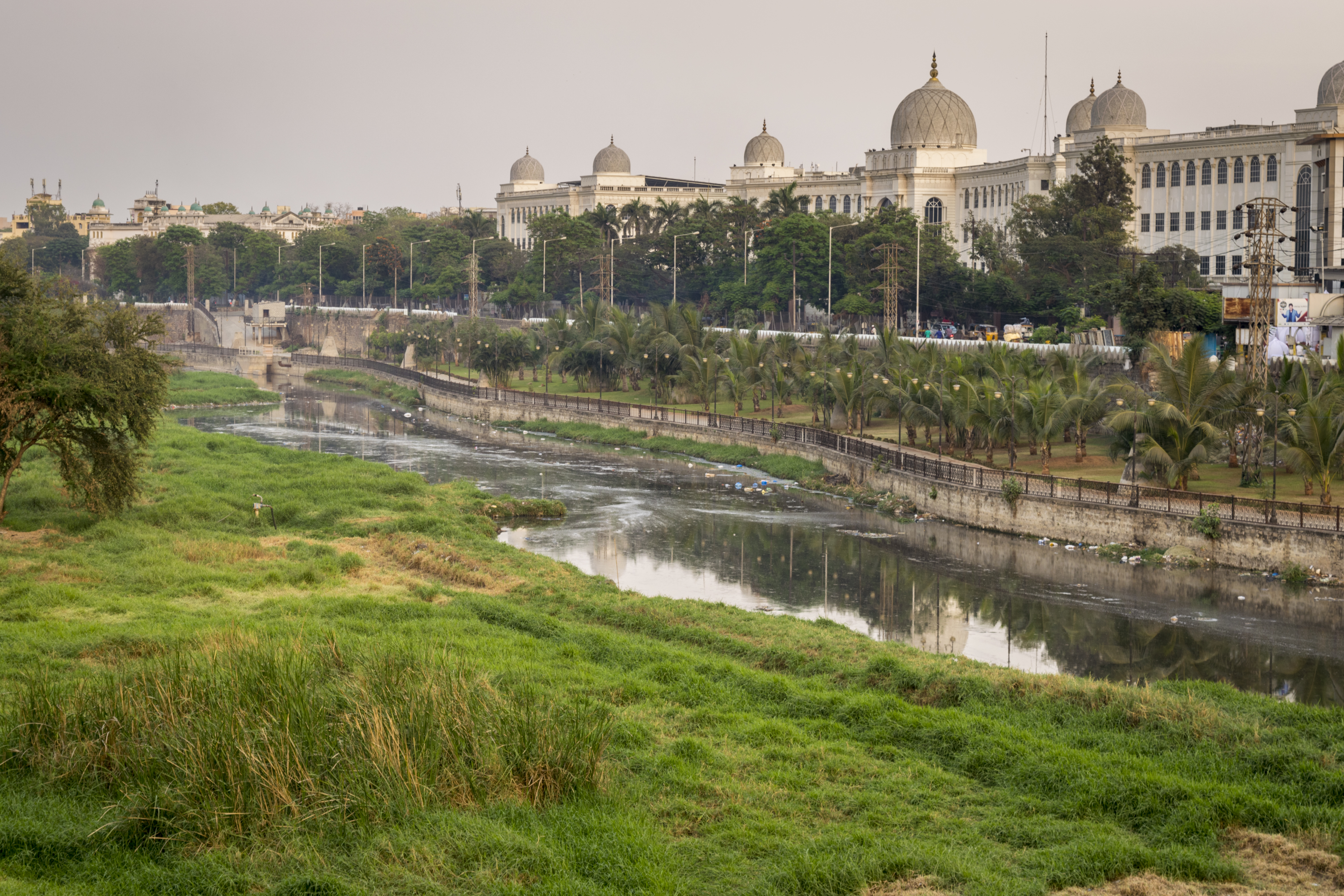
Musi River in Hyderabad

Der Musi (Telugu: మూసీ, Mūsī, alter Name Muchukunda) ist ein ca. 240 km langer nördlicher Nebenfluss der Krishna im südindischen Bundesstaat Telangana.  

## Verlauf
Der Musi entspringt in den Anantagiri-Bergen bei Vikarabad im Distrikt Rangareddy; er fließt zunächst nach Osten, schwenkt aber etwa auf halber Strecke nach Süden und mündet bei Wazirabad im Distrikt Nalgonda in die Krishna. Dazwischen durchfließt der Musi die Großstadt Hyderabad und teilt die Stadt in die historische Altstadt und die Neustadt.

## Überschwemmungen
Der Musi River war schon immer von Überschwemmungen betroffen. Am 28. September 1908 trat er aufgrund starker Monsunregenfälle über seine Ufer und überschwemmte große Teile der Stadt Hyderabad; außerdem wurden mehrere Brücken zerstört und es gab schätzungsweise 50.000 Tote. Ungefähr 200 Menschen konnten sich auf einen Tamarindenbaum retten, der noch heute beim Ufer steht. In Hyderabad und Umgebung ist die Flut unter dem Namen Thughyani Sitambar bekannt.

## Ökologie
Aufgrund der in Hyderabad ansässigen Chemie- und Pharmaindustrien ist der Musi einer der am stärksten durch Umweltgifte belasteten Flüsse Indiens, so dass mittlerweile beinahe in jeder Siedlung unbekannte Krankheitsbilder mit geistigen und körperlichen Beeinträchtigungen wie Atemnot und Sehschwäche vor allem an Neugeborenen und Kindern auftreten. Giftstoffe wie Nickel, Chrom und Arsen wurden hierbei in verschiedenen Studien von Internationalen Hilfsorganisationen bereits nachgewiesen. 